# بارتلت (کارول)
بارتلت (به انگلیسی: Bartlett) یک منطقهٔ مسکونی در ایالات متحده آمریکا است که در نیوهمپشایر واقع شده‌است. بارتلت ۳٫۹۲ کیلومتر مربع مساحت و ۳۵۱ نفر جمعیت دارد و ۲۰۴٫۵۲ متر بالاتر از سطح دریا واقع شده‌است.